# 1996년 구정컵
1996년 구정컵은 홍콩에서 해마다 열리는 구정컵의 14번째 대회이다. 결승전에서 스웨덴이 일본을 승부차기로 꺾고 우승을 차지했다.

## 우승
| 1996년 구정컵 우승  |
| ------------------- |
| 스웨덴              |
| 스웨덴 첫 번째 우승 |